# Jikkyō Oshaberi Parodius
Jikkyō Oshaberi Parodius è il quarto videogioco della serie di Parodius. È stato realizzato per il Super Famicom e successivamente convertito per PlayStation e Sega Saturn.

## Caratteristiche
Il gioco è uscito il 15 dicembre del 1995, quindi quasi al termine della vita commerciale del Super Famicom. Ciononostante, presenta un paio di innovazioni rilevanti: è stato infatti il primo gioco per SNES ad essere dotato del chip SA1. Ciò permette la visualizzazione di sprites e ambientazioni interamente costituiti da poligoni tridimensionali, come avviene in uno dei livelli.
Inoltre, come si può evincere dal titolo (che si traduce all'incirca come Parodius Talk Show dal vivo), il gioco è dotato di parlato: un commentatore, apparentemente un giapponese di mezz'età (il gioco non è mai stato pubblicato al di fuori del Giappone), descriverà le varie fasi di gioco con una serie di commenti più o meno appropriati, che è comunque possibile disattivare dalla schermata delle opzioni. Il parlato è presente anche nell'introduzione così come nella schermata delle opzioni.
Riguardo al gioco in sé, è stato studiato per essere un tributo alla Konami: ogni livello, a eccezione del primo e dell'ultimo, è colmo di ironici omaggi ad altre celebri serie della software house (oltre che agli altri capitoli di Parodius); nel successivo paragrafo saranno descritti in maggior dettaglio.

### Livelli
1. Una discoteca completa di pinguini afro che si scatenano in pista e pinguini DJ; non mancano stramberie tipiche di questa serie come Babbi Natale su monocicli e scimmie ballerine. Il boss è un omaggio al precedente capitolo, Gokujyō Parodius: torna il panda vestito da ballerina, stavolta con un abito più intonato all'ambientazione.
2. Il livello è ispirato al popolare "dating sim" (simulatore di appuntamenti) della Konami, Tokimeki Memorial. Come il suo ispiratore, il livello è ambientato in una scuola superiore giapponese, con tanto di fontanella (che in realtà è il radar della nave dei moai apparsa nel precedente capitolo), pinguini teppisti e attrezzi ginnici. Al termine si incontra una gigantesca torta sormontata da una versione colossale di Hikaru e Akane, le due conigliette di Gokujyō Parodius, qui da affrontare. L'elemento sottilmente ironico del livello è dato dalle allusioni alle ragazze presenti in Tokimeki Memorial, che qui non sono presenti, se non sotto forma di parrucche che riproducono i loro tagli di capelli, messe in testa a moai travestiti da studentesse giapponesi (e che sparano cuoricini al posto dei soliti anelli)!
3. Viene replicato lo stile della serie di TwinBee, altra serie di sparatutto comici della Konami. Tornano i paesaggi idilliaci, i nemici a forma di frutti ma soprattutto le nuvole, una delle caratteristiche principali della serie: infatti in Twinbee le nuvole, se colpite, rilasciano le famose campane power-up, riprese anche dalla saga di Parodius; cosa che si verifica anche in questo livello. Prima del boss si deve affrontare una sfida con uno dei cattivi storici della serie, l'Evil Bee, nemesi dei protagonisti del gioco. Il vero boss è una navicella di Twinbee femminilizzata, dotata di scarpe col tacco, missili a ricerca a forma di rossetti ma soprattutto un enorme seno con cui cerca di schiacciare la navicella comandata dal giocatore!
4. Il livello si rifà ai giochi della serie di Goemon, ambientata nel Giappone feudale. Qui i pinguini prendono il posto dei ninja nei giochi regolari, e navigando nel palazzo che fa da sfondo al livello si potranno incontrare nemici tipici della serie oltre a versioni "mini" dei boss di Gradius dotati di armi tipiche del Giappone antico. Sottili riferimenti a Legend of the Mystical Ninja (il primo gioco di Goemon ad apparire sul Super Famicom): i nemici che escono dai generatori sono gli animali che apparivano nel gioco della lotteria (tigre, mucca...), e anche i dadi giganti che si incontrano prima del boss sono un riferimento a uno dei tanti giochi d'azzardo che si potevano affrontare in quel gioco. Il boss è una vecchia conoscenza di Goemon, il mech Impact (a dire il vero, la sua testa e braccia), apparso nel seguito di "Legend of the Mystical Ninja".
5. Il livello poligonale, si rifà allo sparatutto arcade XEXEX, con la differenza che le ambientazioni sono completamente rifatte con dolciumi (caramelle, gelatine di frutta...) e i nemici sono ripresi dai livelli "castello di dolciumi" dei precedenti capitoli di Parodius. Anche il boss, l'astronave "pasticciere", è ripreso dal livello similare di Gokujyō Parodius, con un nuovo attacco.
6. Il cabinato con light gun Lethal Enforcers è l'ispirazione di questo livello. In omaggio alla serietà del gioco, buona parte dei nemici sono disegnati in stile realistico, non così per alcuni particolari del fondale invece. Dal gioco sono stati ripresi i bersagli (le classiche sagome da poligono di tiro), qui con il ruolo di ostacoli, e l'effetto sonoro della voce che grida "RELOAD!". Per il resto il livello è strutturato come una classica "speed zone" di Gradius. Il finale è del tutto inaspettato, in quanto la grafica cambia completamente e ci si ritrova a affrontare il boss finale del puzzle game Taisen Puzzle-Dama, una sorta di antico feudatario giapponese che attacca lanciando il proprio ventaglio e facendo cadere dal cielo i blocchi colorati ripresi dal suo gioco d'origine.
7. La Boss Rush, uno dei capisaldi di Gradius. Si devono affrontare il Core (la navicella che appare in tutti gli episodi di Gradius), il primo boss di Legend of the Mystical Ninja (la ragazza fantasma) e lo scontro decisivo con l'Evil Bee.
8. L'ultimo livello raffigura un tipico festival tradizionale giapponese, con tanto di lanterne, pesci rossi e pinguini che suonano il tipico tamburo. Il nemico finale è ancora una volta un polpo, diretta parodia di Bacterion, il boss finale di Gradius III.

## Personaggi
La novità di questo gioco rispetto al suo predecessore è che si può giocare in due ma senza che il secondo giocatore debba per forza utilizzare la versione alternativa del personaggio scelto dal primo giocatore. Esistono ancora le coppie di personaggi, ma la scelta ora è diventata indipendente e, cosa più importante, il secondo personaggio della coppia ha un arsenale del tutto diverso dal primo membro.
- Personaggi dai giochi precedenti: Vic Viper/Lord British; Pentaro/Hanako; Takohiko/Belial (in realtà Takohiko dovrebbe essere il figlio o comunque un parente del Tako originale); Soitsu/Doitsu (l'unica differenza tra questi e Aitsu/Koitsu del gioco precedente sono i colori); Upa/Rupa; Twinbee/Winbee.
- Nuovi personaggi:
  - Memim/Sue - due fate che rimpiazzano Hikaru e Akane dal precedente gioco, non sono particolarmente potenti né carismatiche e hanno dei proiettili basati sulla frutta. L'unica novità è che gli upgrade di Sue sono posti in ordine diverso rispetto a quello di tutti i personaggi.
  - Mike/Ran - due gattini, non hanno options ma grade up, e Ran è l'ennesima parodia di R-Type ideata dagli autori. Al posto degli Homing Bits di R-9 ha due campanellini (che agiscono come missili a ricerca automatica), chiamati sempre Homing Bits, e uno sparo Reflect analogo all'energia blu di R-9. Uno dei due come scudo utilizza un sacchetto di carta marrone, mentre l'altro si avvale di un kotatsu (una sorta di tavolino riscaldato sul quale viene posta una coperta, sotto la quale ci si siede; molto popolare in Giappone).

## Differenze della versione Saturn/Playstation
Nel 1996 è stata pubblicata una nuova versione del gioco per le console PlayStation e Saturn. Grazie alle maggiori potenzialità offerte dal supporto CD in termini di memoria, diverse caratteristiche del gioco sono state migliorate, altre invece sono state completamente modificate:
- il sonoro è stato portato a qualità CD e alcune canzoni sono state riarrangiate;

- riguardo alla grafica, i fondali sono stati migliorati e le animazioni degli sprites hanno guadagnato in fluidità;

- la modalità a due giocatori ora è in contemporanea e non più a turni;

- due personaggi aggiuntivi da sbloccare, Dracula-kun e Kid D;

- il livello basato su TwinBee è stato completamente rifatto, la sua nuova versione si basa su un livello di Twinbee Yahho!, uno dei seguiti della serie di Twinbee, che a sua volta si basa sulla fiaba di Alice nel paese delle meraviglie  (carte da gioco animate, ecc.);

- il sesto livello vede l'aggiunta di due pistole "virtuali" che sparano al giocatore, come le pistole del cabinato di Lethal Enforcers. Il boss è stato sostituito da una nuova versione del gatto-sottomarino presente in Gokujyō Parodius, questa volta trasformato in una specie di treno;

- il settimo livello è basato interamente su personaggi di Taisen Puzzle-Dama.

## Curiosità
- Il sottotitolo apposto alla versione CD del gioco è "forever with me". Questa è un'allusione alla versione CD di Tokimeki Memorial che venne sottotitolato "forever with you".
- La narrazione introduttiva è una parodia dell'introduzione che apriva la prima serie animata di Gundam.
- Ci sono due riferimenti abbastanza "pesanti" a Sailor Moon:
  - prima di morire, il boss ripreso da Taisen Puzzle-Dama (il feudatario) indossa una parrucca simile alla capigliatura di Sailor Moon (subito dopo averne indossata una che riproduce la forma della testa di Astro Boy).
  - durante il secondo livello, se si distrugge un particolare moai è possibile vedere una scena in cui da un vaso sanitario emerge un escremento (la tipica cacca in "stile giapponese") vestito e pettinato come Sailor Moon.

- La versione per PlayStation e Saturn è stata pubblicata anche all'interno della raccolta Parodius Portable del 2007 per PlayStation Portable.